# Le Mans Series 2019
Le Mans Series 2019 är den femtonde säsongen av den europeiska långdistansserien för sportvagnar och GT-bilar, Le Mans Series. Säsongen omfattar sex deltävlingar.

## Tävlingskalender
| Datum             | Tävling               | Segrare LMP2 – Team                           | Segrare LMP3 - Team                                  | Segrare GTE - Team                                    |
| Datum             | Tävling               | Segrare LMP2 – Förare                         | Segrare LMP3 - Förare                                | Segrare GTE - Förare                                  |
| ----------------- | --------------------- | --------------------------------------------- | ---------------------------------------------------- | ----------------------------------------------------- |
| 14 april 2019     | Castellet 4-timmars   | DragonSpeed                                   | Ultimate                                             | Luzich Racing                                         |
| 14 april 2019     | Castellet 4-timmars   | James Allen Ben Hanley Henrik Hedman          | François Heriau Jean-Baptiste Lahaye Matthieu Lahaye | Fabien Lavergne Nicklas Nielsen Alessandro Pier Guidi |
| 12 maj 2019       | Monza 4-timmars       | G-Drive Racing                                | Eurointernational                                    | Dempsey-Proton Racing                                 |
| 12 maj 2019       | Monza 4-timmars       | Norman Nato Roman Rusinov Job van Uitert      | Mikkel Jensen Jens Petersen                          | Matteo Cairoli Riccardo Pera Christian Ried           |
| 21 juli 2019      | Barcelona 4-timmars   | G-Drive Racing                                | Inter Europol Competition                            | Luzich Racing                                         |
| 21 juli 2019      | Barcelona 4-timmars   | Roman Rusinov Job van Uitert Jean-Éric Vergne | Martin Hippe Nigel Moore                             | Fabien Lavergne Nicklas Nielsen Alessandro Pier Guidi |
| 31 augusti 2019   | Silverstone 4-timmars | IDEC Sport                                    | Eurointernational                                    | Proton Competition                                    |
| 31 augusti 2019   | Silverstone 4-timmars | Paul-Loup Chatin Paul Lafargue Memo Rojas     | Mikkel Jensen Jens Petersen                          | Gianluca Giraudi Thomas Preining Ricardo Sanchez      |
| 22 september 2019 | Spa 4-timmars         | United Autosports                             | Eurointernational                                    | Luzich Racing                                         |
| 22 september 2019 | Spa 4-timmars         | Filipe Albuquerque Philip Hanson              | Mikkel Jensen Jens Petersen                          | Fabien Lavergne Nicklas Nielsen Alessandro Pier Guidi |
| 27 oktober 2019   | Algarve 4-timmars     | IDEC Sport                                    | 360 Racing                                           | Luzich Racing                                         |
| 27 oktober 2019   | Algarve 4-timmars     | Paul-Loup Chatin Paul Lafargue Memo Rojas     | James Dayson Ross Kaiser Terrence Woodward           | Fabien Lavergne Nicklas Nielsen Alessandro Pier Guidi |

## Slutställning
| Klass | Förare                                                | Team              |
| ----- | ----------------------------------------------------- | ----------------- |
| LMP2  | Paul-Loup Chatin Paul Lafargue Memo Rojas             | IDEC Sport        |
| LMP3  | Mikkel Jensen Jens Petersen                           | Eurointernational |
| GTE   | Fabien Lavergne Nicklas Nielsen Alessandro Pier Guidi | Luzich Racing     |